# Klovnerne på motorcyklen
Klovnerne på motorcyklen er en række af otte korte tv-spots fra 1989, der blev vist efter børnetimen i 1990'erne på DR1. 
Tv-spotten handler om de tre klovne Charlie og Binalto og Alfredo fra Cirkus 3, som kommer kørende på en gamle motorcykle med sidevogn. Efter deres klovnenummer hvor bl.a. Binaldo og Charlie modtager svømmeundervisning fra Alfredo hvor de skal bruge svømmebælte, pong-pong'er og svømmebriller, stikker Charlie og Binalto af på motorcyklen med Alfredo efter sig.
Tv-spotten blev vist i tv over 200 gange og er blev lavet i samarbejde med DR.